# Артур Лайон Боулі
Артур Лайон Боулі (англ. Arthur Lyon Bowley; 18 лютого 1869 — 26 червня 1957) — англійський економіст і теоретик статистичної науки. Автор теоретичних теорії вибіркового методу, одним із перших провадив різні статистико-економічні методи при вивченні масових соціально-економічних явищ.

## Біографія
Артур Боулі народився в місті Бристолі (Англія) у сім'ї вікарія і вчительки. У ранньому віці він втратив батька. Турботу над родиною, у якій було семеро дітей, взяли мер і декілька бізнесменів міста, які створили благодійний фонд
для родини. У сім років Артур розпочав навчання в престижній школі-інтернаті (Cotham Park School). Школу закінчив успішно, отримав стипендію для навчання в Триніті-коледжі Кембриджського університету, здобув ступінь бакалавра математики в 1891 році.
Під час навчання також пройшов курс навчання у відомого вченого-економіста А. Маршалла і під його керівництвом написав працю про зовнішню торгівлю Англії, за яку отримав приз Кобдена (Cobden Essay Prize).
З 1893 по 1899 рік викладав математику в школі. З 1895 року працював на півставки у Лондонській школі економіки і політичних наук, яка тільки відкрилася. У цій школі він попрацював до виходу на пенсію в 1936 році. Одночасно викладав в Університеті Редінга, де в 1915 році здобув отримав професора, а з 1919 по 1936 рік завідував першою в Англії кафедрою статистики.
З 1920 року А. Боулі входить до Британської академії. У 1938—1940 роках був президентом Королівського статистичного товариства, обирався членом Ради Королівського економічного товариства. У 1940 році, коли він був на пенсії, його запросила на посаду директора Інституту статистики Лондонського університет. На цій посаді він перебував до 1944 року. У 1949 році його обрали почесним президентом Міжнародного статистичного інституту.

## Наукова спадщина
Доробок Артура Боулі включає більш ніж 260 опублікованих наукових праць, зокрема понад 25 книг. Тематика робіт присвячена проблеми економіки, статистики, математичної статистики, соціології, застосування статистико-математичних
методів у економічних і соціальних дослідженнях.
Найбільших успіхів Боулі досяг у статистиці. У 1901 році він видав свою першу фундаментальну працю у цій галузі науки — «Елементи статистики» («Elements of Statistics»). Ця книга стала першим підручником зі статистики англійською мовою. Вона перевидавалася ще шість разів, востаннє в 1948 році. Книга була перекладена на інші мови. Вагоме значення мав «Підручник з елементарної статистики» («An Elementary Manual of Statistics»). Перше видання вийшло в 1910 році, останнє (сьоме) — у 1945 році.
Значна частина робіт А. Боулі присвячена теоретичним засадам статистико-математичних методів та їх застосуванню для вивчення масових соціально-економічних явищ і процесів. Вчений одним із перших став використовувати графічний метод для дослідження динаміки явищ.
У 1920–1930-их роках займався розробкою методологічних питань щодо оцінки національного доходу. На цю тематику підготував і опублікував понад 15 статей у наукових журналах і п'ять книг.